# 道の駅もっくる新城

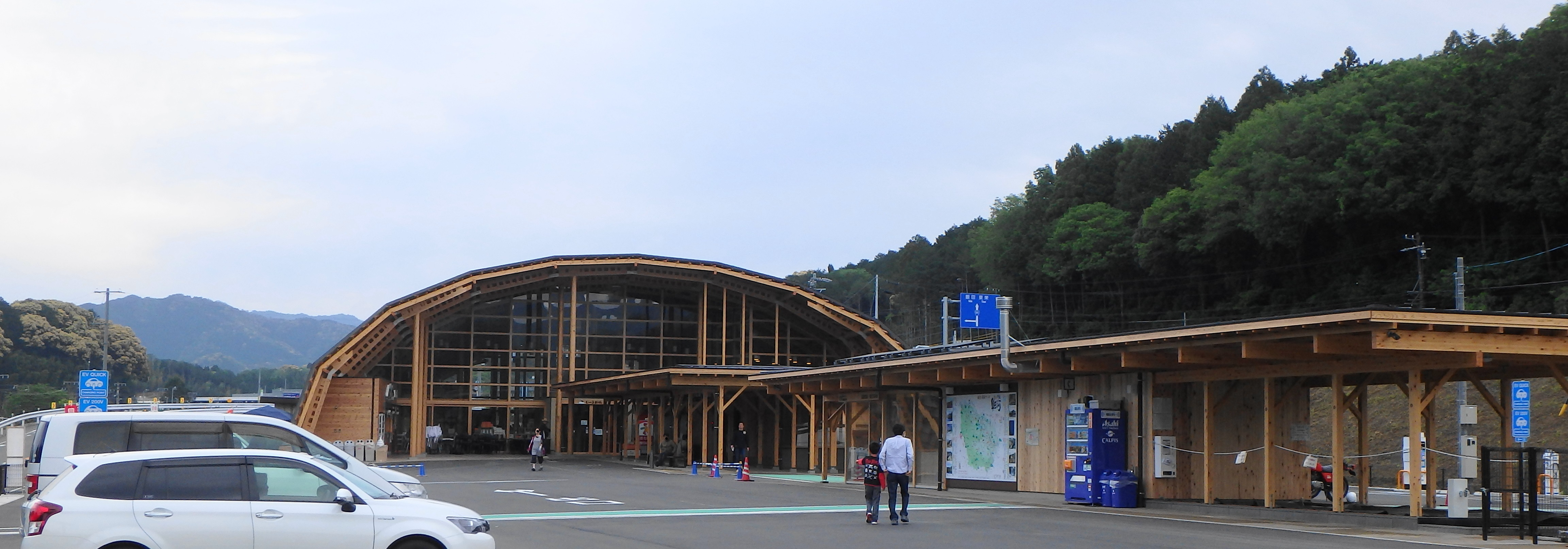
道の駅もっくる新城

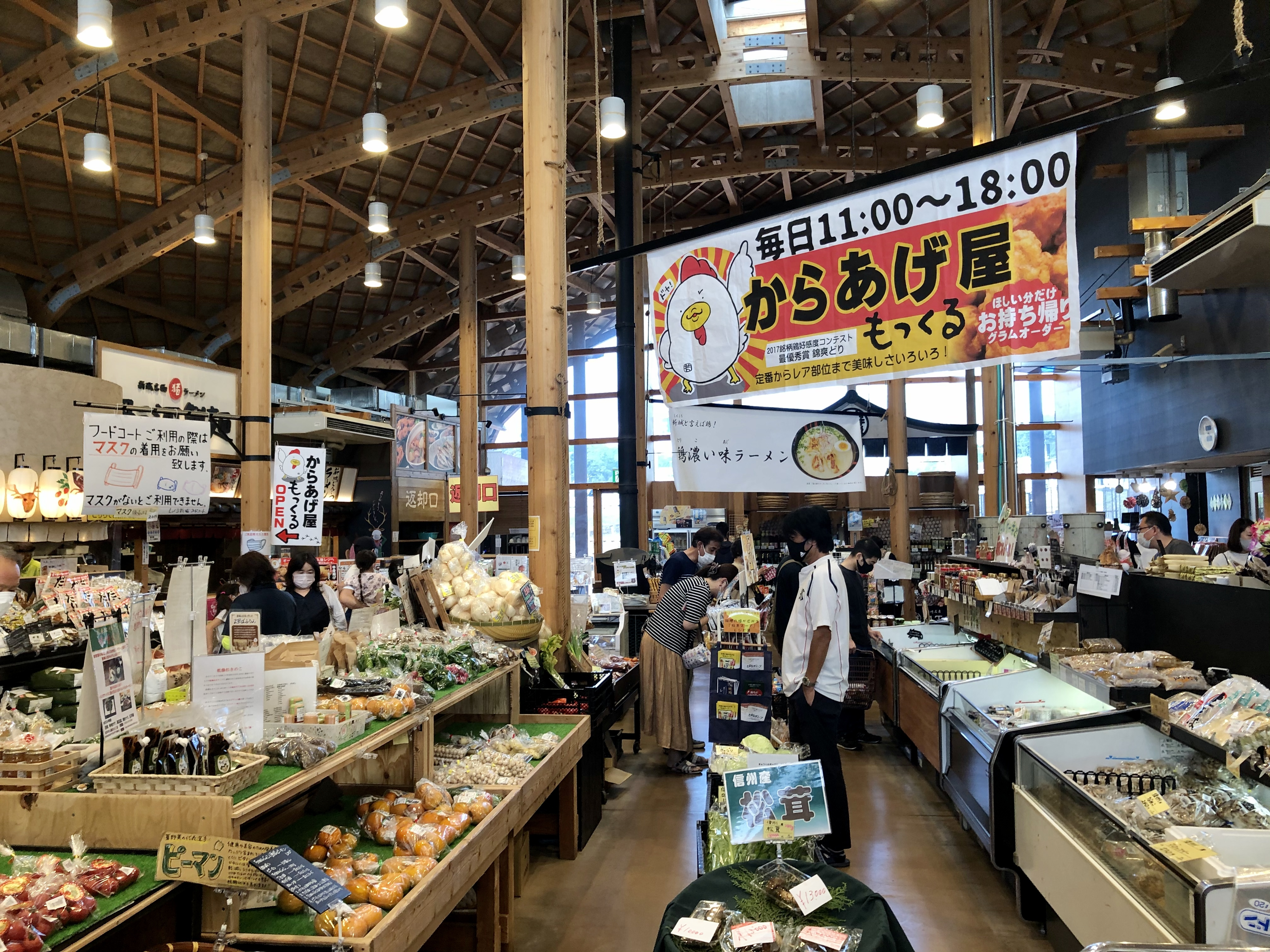
物販施設

道の駅もっくる新城（みちのえき もっくるしんしろ）は、愛知県新城市八束穂字五反田にある国道151号の道の駅である。
本項目では、併設される新城（道の駅もっくる新城）バス停（しんしろ（みちのえきもっくるしんしろ）バスてい）についても記載する。

## 概要
新東名高速道路の新城インターチェンジと国道151号（新城バイパス）の結節点に立地。奥三河全体で連携し、観光をはじめ地域の活性化を図る「奥三河観光ハブステーション」として、地域の魅力を発信するとともに人の集う施設を目指すとしている。
駅名の「もっくる」の由来は、「木材」・「来る」の造語。温もりを感じる木材をふんだんに使用、地域の産物を余すことなく活用し、人々集まる（来る）活気あふれる道の駅をイメージした。

## 施設

### 施設内容
- 駐車場
  - 小型車：75台[1][3]
  - 大型車：13台[1][3]
  - 身障者用：2台[1][3]
- トイレ[1]
  - 男性小：8器・大：3器
  - 女性：11器
  - 身障者用：2器
- 飲食・物販施設
  - 売店（8:30 - 18:00）[3]
  - フードコート（8:00 - 17:00）[3]
- 観光案内所（別棟）
- ドッグラン（10:00 - 16:00、小型犬専用）[3]
- 屋外ステージ
- 棚田ベンチ - 新城市内にある四谷の千枚田（日本の棚田百選）をイメージしている[1]。
- 電気自動車用充電器（急速・普通：各1基）

なお、2015年のオープン時から湯谷温泉の温泉水を輸送した足湯が設置されていたが、2024年（令和6年）3月末をもって廃止されることになった

### 管理団体
- 設置者：新城市
- 指定管理者：株式会社名鉄ミライート[6]

## 休館日
- 年中無休[3]

## アクセス

### 登録路線
- 国道151号（新城バイパス）

### 自動車
- 新東名高速道路 新城ICよりすぐ。
  - 2017年（平成29年）より、ETC2.0搭載車を対象にした一時退出の社会実験を実施している[7][8][9][10]。新城ICから当駅を経由して2時間以内に再度進入した場合は料金調整が実施される[7][8][10]。

### 路線バス
- 豊鉄バス・田口新城線、「もっくる新城北（旧・八束穂）」バス停から徒歩。

## 周辺
- 東海旅客鉄道（JR東海）飯田線 三河東郷駅
- 新城総合公園
- 設楽原歴史資料館
- 穂の香看護専門学校

## 新城（道の駅もっくる新城）バス停

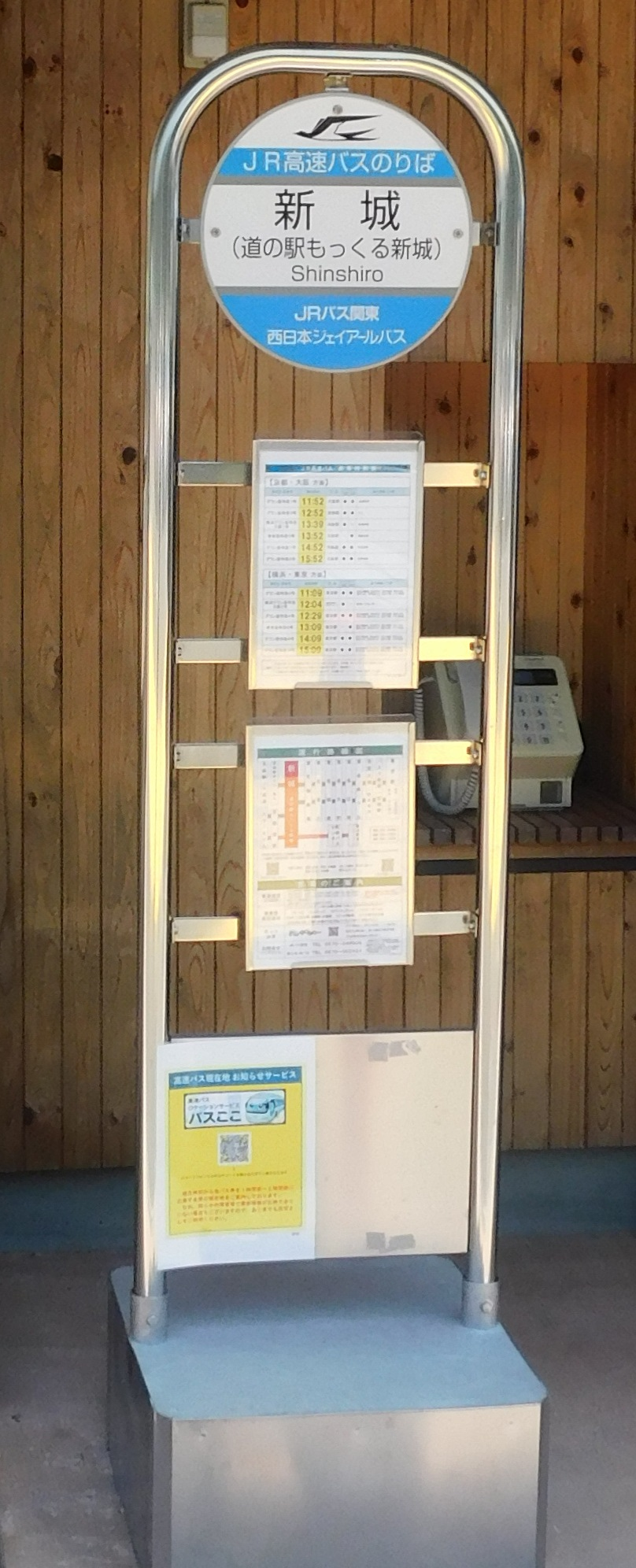
もっくる新城に設置されているJR高速バス停留所

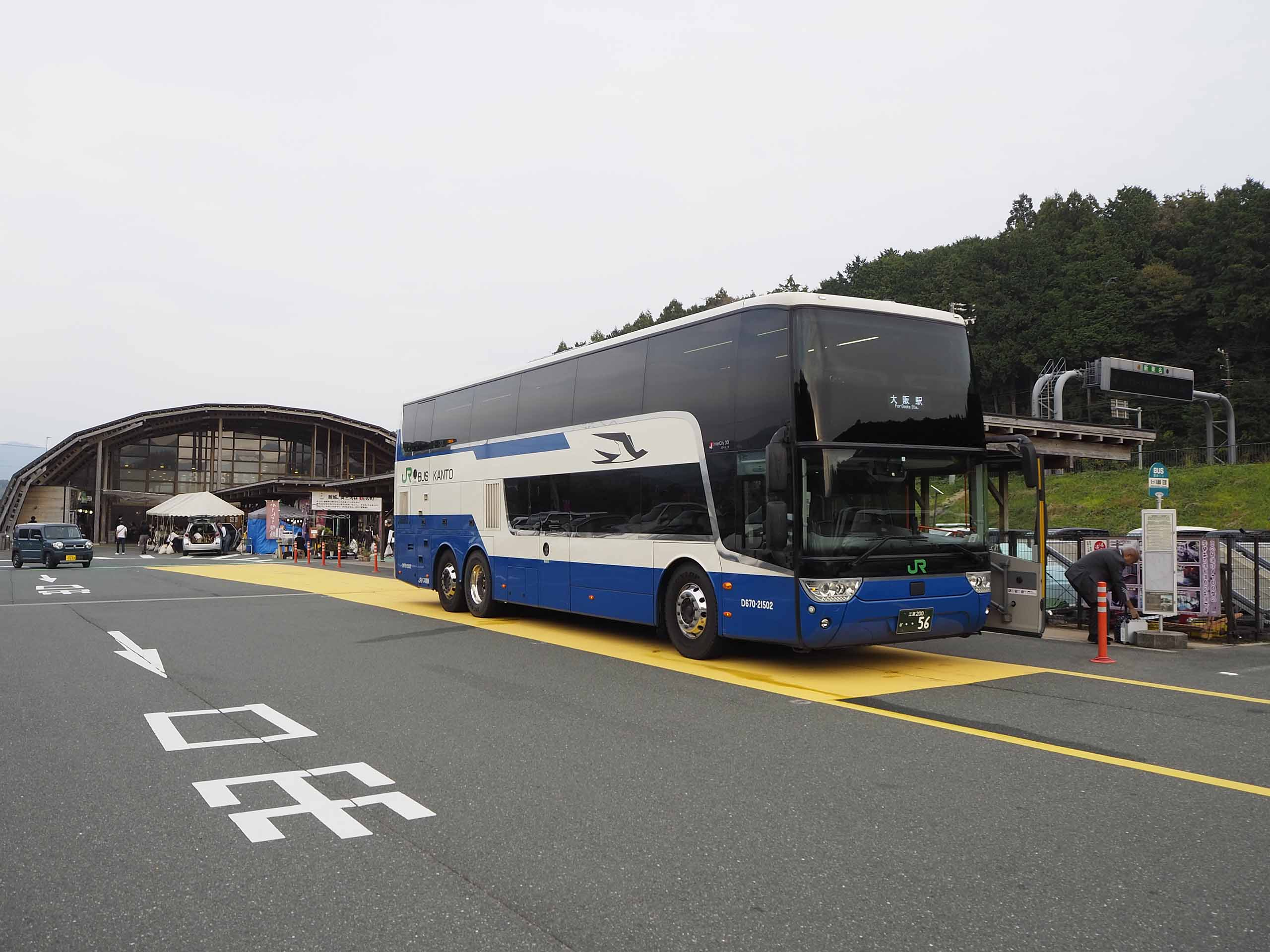
もっくる新城に停車中のグラン昼特急（JRバス関東車、2023年11月撮影）

2021年（令和3年）10月28日より、ジェイアールバス関東新城支店が近隣へ開設したのに併せて、道の駅構内に新城（道の駅もっくる新城）バス停が設置され供用開始。乗務員交代箇所を兼ねている。夜行便は当停留所での乗降・休憩はできないが、乗務員交代は行う。

### 停車する路線
同施設に停車するJRバス以外の路線を含む。
- グラン昼特急号・青春昼特急号（東京駅・新宿駅（バスタ新宿） - 京都駅烏丸口・大阪駅JR高速BT）（JRバス関東・西日本JRバス）[11][12]
- 新城名古屋藤が丘線（山の湊号） （藤が丘駅・長久手古戦場駅）（豊鉄バス）
- 新城市Sバス・湯谷温泉もっくる新城線（鳳来寺山山頂）（豊鉄バス）
- WILLER EXPRESS（横浜シティ・エア・ターミナル・バスターミナル東京八重洲・東京ディズニーシー）（WILLER EXPRESS）

## その他
- 負けヒロインが多すぎる！ - 作中に道の駅もっくる新城が登場する[14]。